# Cartilaj

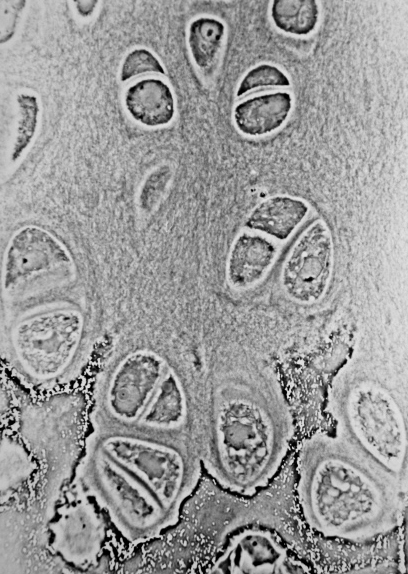
Cartilajul hialin la microscop

Cartilajul (mai rar se folosește și termenul de cartilagiu) este un țesut conjunctiv semidur, elastic și rezistent, care intră în structura unor componente din corpurile oamenilor și animalelor. 
Cartilajul alcătuiește țesutul cartilaginos, care poate fi de mai multe tipuri: hialin, elastic și fibros. 